# Pénalité (roller derby)
Pour les articles homonymes, voir Pénalité.

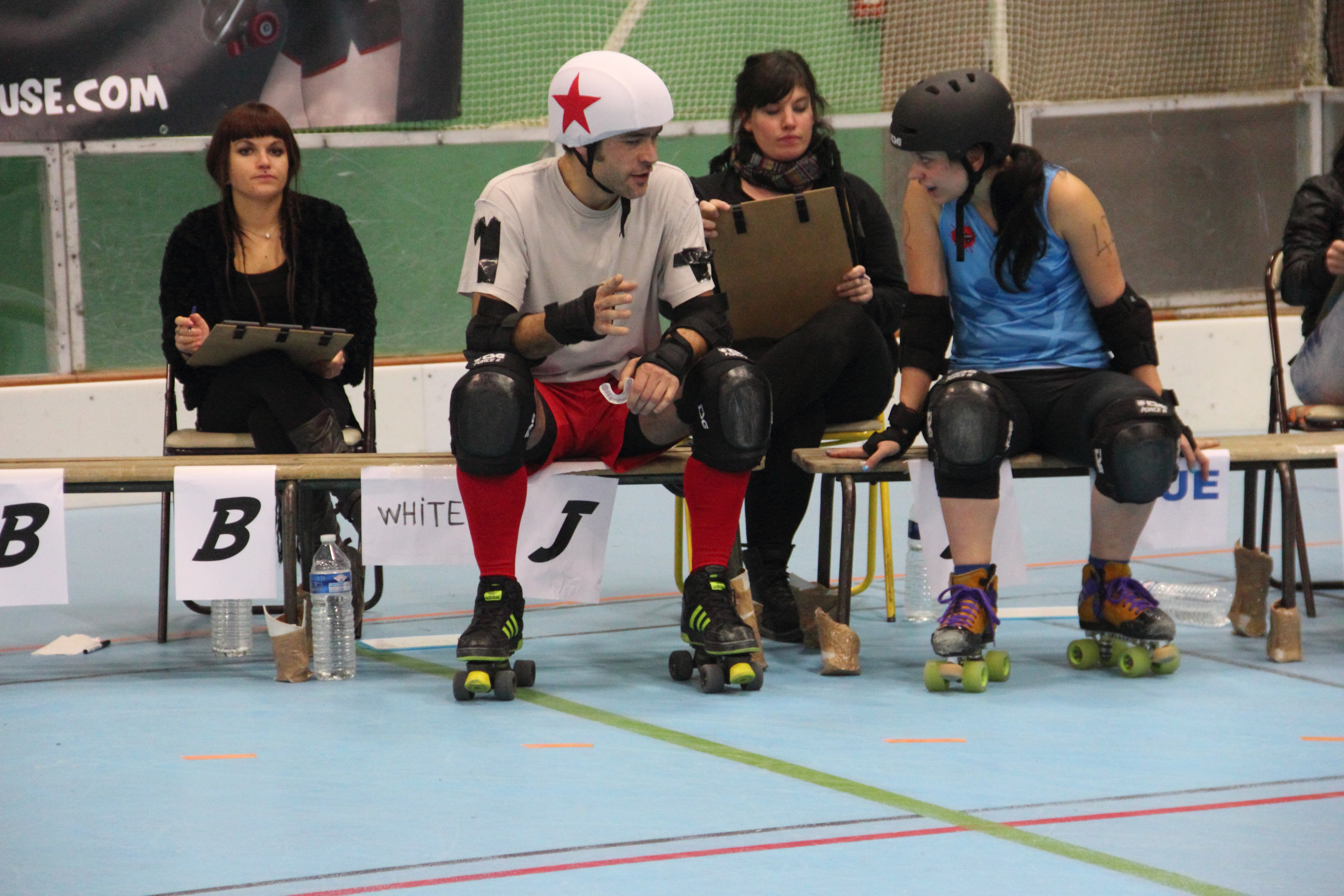
Un joueur et une joueuse de roller derby discutent sur le banc des pénalités.

Le roller derby est un sport d'équipe de contact se pratiquant en quads sur une piste de forme ovale, le but du jeu étant pour l'un des joueurs de réussir à dépasser en un laps de temps donné (un jam) les joueurs adverses sans se faire projeter au sol ni sortir de la piste. Des pénalités peuvent être données au cours d'un jam.

## Principe
Au cours d'un jam, n'importe quelle joueuse peut recevoir une pénalité qui sera à la fois individuelle et collective : la joueuse doit servir une pénalité de 30 secondes en penalty box mais elle conserve également le poste qu'elle avait avant de recevoir la pénalité. Une joueuse pénalisée doit sortir immédiatement de la piste afin de rejoindre la penalty box  en longeant le track. Chaque pénalité ne démarre que quand la joueuse s'assoit sur une chaise dans la penalty box et est chronométrée individuellement. La penalty box peut accueillir au maximum deux bloqueuses et une jammeuse de chaque équipe. Si le jam se termine alors que la pénalité n'est pas encore terminée, la joueuse restera pénalisée au début du jam suivant. 
Une joueuse qui est lead jammer mais qui est envoyée en pénalité perd l'avantage de pouvoir arrêter le jam ; quand elle revient en jeu, elle peut continuer à inscrire des points mais ne peut pas arrêter le jam. Si les deux jammeuses sont pénalisées en même temps, elles purgeront toutes les deux le même temps en pénalité, à savoir le temps passé par la première jammeuse assise sans la seconde. Si les deux s'assoient en même temps, elles ne doivent rester que 10 secondes. Si une joueuse reçoit 7 pénalités au cours d'un match, elle est immédiatement exclue de la rencontre et une autre joueuse de son équipe doit purger la pénalité à sa place.

## Types de pénalités
Pour entraver la jammeuse de l'équipe adverse, les joueuses peuvent la bloquer à l'aide des parties du corps au-dessus de la mi-cuisse, à l'exclusion des avant-bras, des mains et de la tête. Les coudes ne peuvent pas être utilisés dans le blocage, ne peuvent pas être balancés à l'attention d'autres joueuses ou utilisés pour accrocher une adversaire ou un bras équipier. Les zones sur lesquelles un blocage peut être effectuées sont les mêmes sauf le dos. Un mouvement visant à gêner une jammeuse autour du track est considéré comme étant un blocage même s'il n'y a pas de contact entre la jammeuse et la bloqueuse. 
| Nom                                      | Nom en anglais           | Description |
| ---------------------------------------- | ------------------------ | --- |
| Blocage au dos                           | Back Block               | Effectuer un blocage au niveau du dos, de l'arrière des jambes ou à l'arrière des fesses                          |
| Blocage à la tête                        | High Block               | Effectuer un blocage au-dessus des épaules                                                                        |
| Blocage bas                              | Low Block                | Faire trébucher un adversaire ou tomber devant lui                                                                |
| Utilisation des coudes                   | Elbows                   | Faire un balancement des bras vers le haut, le bas, l'avant ou l'arrière ou utilisation de la pointe du coude     |
| Utilisation des avant-bras et mains      | Forearms                 | Utiliser les avant-bras ou les mains pour pousser, attraper ou tenir un adversaire                                |
| Blocage avec la tête                     | Blocking with the Head   | Utiliser la tête pour faire un blocage                                                                            |
| Blocage à plusieurs                      | Multi-Player Block       | Empêcher un adversaire de passer en formant un lien ou un mur impénétrable                                        |
| Engagement d’une action hors des limites | Out of Bounds Engagement | Effectuer une action en état hors des limites du track                                                            |
| Engagement d’une action hors des limites | Out of Bounds Block      | Bloquer un joueur adverse en étant hors des limites                                                               |
| Engagement d’une action hors des limites | Out of Bounds Assist     | Aider un coéquipier tout en étant hors des limites                                                                |
| Direction de jeu                         | Direction of Game Play   | Effectuer une action de jeu dans le mauvais sens                                                                  |
| Direction de jeu                         | Stopped Block            | Effectuer un blocage en état à l'arrêt                                                                            |
| Direction de jeu                         | Clockwise Block          | Effectuer un blocage en patinant dans le sens horaire                                                             |
| Direction de jeu                         | Clockwise Assist         | Aider un coéquipier en patinant dans le sens horaire                                                              |
| Direction de jeu                         | Stopped Assist           | Aider un coéquipier en étant à l'arrêt                                                                            |
| Hors-jeu                                 | Out of Play              | Effectuer une action en étant hors de la zone d'engagement,                                                       |
| Hors-jeu                                 | Failure to Return        | Refus de la part d'un bloqueur de retourner dans la zone d'engagement ou de reformer le pack                      |
| Hors-jeu                                 | Illegal Return           | Rejoindre le pack par l'arrière ou rejoindre la zone d'engagement par devant après être sorti du pack par l'avant |
| Hors-jeu                                 | Out of Play Block        | Effectuer un blocage en étant hors-jeu                                                                            |
| Hors-jeu                                 | Destroying the Pack      | Détruire volontairement le pack                                                                                   |
| Hors-jeu                                 | Out of Play Assist       | Aider un coéquipier en étant hors-jeu                                                                             |

| Nom                           | Nom en anglais        | Description |
| ----------------------------- | --------------------- | --- |
| Manquement à céder l’avantage | Failure to Yield      | Faire un faux départ et ne pas céder l'avantage gagner |
| Positionnement illégal        | Illegal Positioning   | Être en dehors de sa zone légale au début du jam |
| Violation de la penalty box   | Penalty Box Violation | Quitter la zone de pénalité pendant un temps-mort |
| Violation de la penalty box   | Penalty Box Violation | Quitter la zone de pénalité pendant un temps-mort Entrer dans la zone de pénalité pour communiquer avec un joueur pénalisé Sortir de la zone de pénalité avant d'avoir reçu l'aval d'un officiel |
|                               | Equipment Violation   | Enlever ses équipements de protection dans la zone de pénalité ou sur le track |
|                               | Too Many Skaters      | Avoir trop de patineurs lors d'un jam |
|                               | Uniform Violation     | Uniforme, bijoux ou patins inappropriés |
|                               | Illegal Call-off      | Pénalité pour un jammer n'ayant pas le lead et réussissant à arrêter le jam |
|                               | Star Pass Violation   | Faire ou empêcher un passage d'étoile illégalement |
|                               | Illegal Re-entry      | Rejoindre le track après une pénalité ou une sortie pour cause de dysfonctionnement du matériel devant le track                                                                                  |
|                               | Bench Staff Violation | Avoir trop de personnes sur le banc de l'équipe |
|                               | Interference          | Interférer avec le match après avoir été exclu du match |

| Nom                                        | Nom en anglais                | Description                                                                                  |
| ------------------------------------------ | ----------------------------- | -------------------------------------------------------------------------------------------- |
| Couper la piste                            | Cutting                       | Retourner dans le track en passant devant la personne qui l'a fait sortir des limites du jeu |
| Patiner hors des limites                   | Skating out of bounds         | Continuer à jouer tout en étant en dehors des limites                                        |
| Insubordination                            | Insubordination               | Refuser de quitter la piste ou parler de manière obscène à un arbitre                        |
| Retardement de jeu                         | Delay of Game                 | Retarder le départ d'un jam                                                                  |
| Mauvaise conduite / Très mauvaise conduite | Misconduct / Gross Misconduct | [ 40 ]                                                                                       |